# Bahía de Tumaco
Bahía de Tumaco är en vik i Colombia.   Den ligger i departementet Nariño, i den västra delen av landet, 600 km sydväst om huvudstaden Bogotá.